# Airlines for Europe
Airlines for Europe (A4E) este o asociație comercială a companiilor aeriene europene creată în ianuarie 2016. Gestionează operațiuni de lobby politic în beneficiul celor 14 membri ai săi.

## Istoric
Airlines for Europe a fost creat în ianuarie 2016 de către cei mai mari cinci transportatori din Europa: IAG, Air France – KLM, EasyJet, Lufthansa și Ryanair. Este pentru prima dată când o asociație comercială a companiilor aeriene adună transportatori cu servicii complete și low-cost. A fost creată ca răspuns la ineficacitatea asociației comerciale europene aeriene majore anterioare, acum defunctă Association of European Airlines.
La crearea sa, A4E a declarat război companiilor aeriene presupus subvenționate din regiunea Golfului care concurează în mod nedrept împotriva altor companii aeriene internaționale. Potrivit Lobbyfacts.eu, A4E are șase reprezentanți care fac activități de lobby în Parlamentul European.

## Membri
- Aegean Airlines
- airBaltic (din octombrie 2016)[4]
- Air France–KLM
- Brussels Airlines
- Cargolux
- EasyJet
- Finnair
- IAG
- Icelandair
- Jet2.com
- Lufthansa
- Norwegian Air Shuttle
- Ryanair
- Smartwings
- TAP Portugal
- Volotea

## Vezi și
- European Regions Airline Association
- Association of European Airlines
- ELFAA

## Legături externe
- Official website